# Коссют (Міссісіпі)
Коссют (англ. Kossuth) — селище (англ. village) в США, в окрузі Алкорн штату Міссісіпі. Населення — 160 осіб (2020).

## Географія
Коссют розташований за координатами 34°52′10″ пн. ш. 88°38′36″ зх. д. / 34.86944° пн. ш. 88.64333° зх. д. (34.869369, -88.643257).  За даними Бюро перепису населення США в 2010 році селище мало площу 2,50 км², з яких 2,50 км² — суходіл та 0,01 км² — водойми.

## Демографія
Згідно з переписом 2010 року, у селищі мешкало 209 осіб у 77 домогосподарствах у складі 56 родин. Густота населення становила 83 особи/км².  Було 85 помешкань (34/км²).
Расовий склад населення:
| - 100,0 % — білих |

До двох чи більше рас належало 0,0 %. Частка іспаномовних становила 0,0 % від усіх жителів.
За віковим діапазоном населення розподілялося таким чином: 25,4 % — особи молодші 18 років, 60,2 % — особи у віці 18—64 років, 14,4 % — особи у віці 65 років та старші. Медіана віку мешканця становила 38,5 року. На 100 осіб жіночої статі у селищі припадало 117,7 чоловіків;  на 100 жінок у віці від 18 років та старших — 110,8 чоловіків також старших 18 років.
Середній дохід на одне домашнє господарство  становив 61 580 доларів США (медіана — 51 563), а середній дохід на одну сім'ю — 67 012 долари (медіана — 54 583). 
Цивільне працевлаштоване населення становило 139 осіб. Основні галузі зайнятості: освіта, охорона здоров'я та соціальна допомога — 36,0 %, виробництво — 16,5 %, сільське господарство, лісництво, риболовля — 11,5 %, роздрібна торгівля — 9,4 %.